# 石川晴恵
石川 晴恵（いしかわ はるえ、1984年4月10日 - ）はフリーアナウンサー。

## 人物
北海道苫小牧市出身。大学時代には関西アナウンススクール札幌校に通う。在学中からレポーター業を始める。卒業後宮崎放送の契約アナウンサーを1年、その後、NHK室蘭放送局の契約キャスターを3年間務めた。
2012年にNHK室蘭を退職後、札幌市に移住し本格的にフリーアナウンサーになり、2013年1月5日から2014年9月27日までSTVラジオの長寿番組「ウイークエンドバラエティ 日高晤郎ショー」の第17代スタジオ進行アシスタントを担当していた。
2016年に結婚を機にフリーアナウンサーを卒業し、山形県山形市に移住。稲垣晴恵名義でベビーマッサージ教室を開講している。
2021年4月、夫の転勤に伴い千葉県千葉市に移住。同市内でベビーマッサージ教室を継続している。